# 공기 이온화 장치

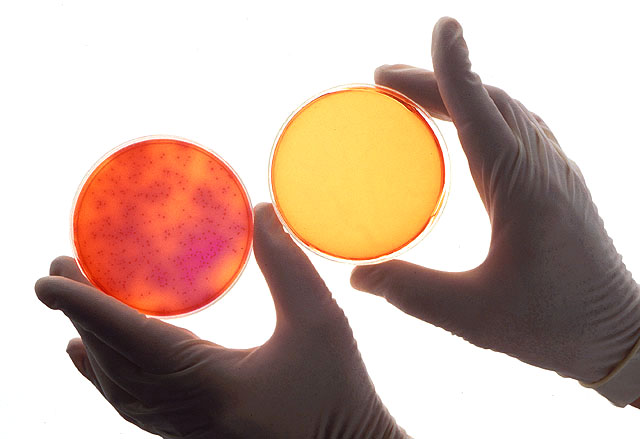
이 사진은 장염균으로 에어로졸화된 챔버에 대한 음이온 공기 이온화의 살균 효과를 보여준다. 왼쪽 샘플은 음이온 처리 전 모습. 오른쪽이 음이온 처리가 된 모습.

공기 이온화 장치(Air ioniser) 또는 이온 발생기는 고전압을 사용하여 공기 분자를 이온화(전기적으로 충전)하는 장치이다. 음이온은 하나 이상의 추가 전자를 가진 입자로, 입자에 순 음전하를 부여한다. 양이온은 하나 이상의 전자가 없는 양이온으로, 순 양전하를 생성한다. 일부 상업용 공기 청정기는 음이온을 생성하도록 설계되었다. 공기 이온화 장치의 또 다른 유형은 정전기를 중화하는 데 사용되는 정전기 방전(ESD) 이온화 장치(평형 이온 발생기)이다.

## 같이 보기
- 제습기
- 가습기